# Oprah Winfrey Network
Oprah Winfrey Network (OWN) é um canal de televisão norte-americano que leva o nome da apresentadora Oprah Winfrey, programado por Harpo Productions e Discovery Communications. Estreou no dia 1º de janeiro de 2011, substituindo o antigo Discovery Health Channel.
O canal é liderado pela apresentadora de talk show e homônima Oprah Winfrey, e apresenta em grande parte entretenimento e programação de estilo de vida voltada para o público afro-americano, e reprises de programas de talk show da biblioteca do Harpo Studios.
Inicialmente uma joint-venture 50/50, a Discovery adquiriu uma participação maior do canal em 2017. A Harpo continua sendo um acionista minoritário "significativo" e Winfrey é contratada pelo canal até pelo menos 2025.

Em fevereiro de 2015, o OWN estava disponível para aproximadamente 81,9 milhões de residências com televisão paga (70,3% das residências com televisão) nos Estados Unidos.